# 橋本まつり
橋本まつり（はしもとまつり、1982年8月19日 - ）は、日本の舞踏家、俳優。キャメルアーツ所属大駱駝艦艦員。映画版『GANTZ』では、物語の鍵となる「玉男」という役を演じた。

## 出演

### 映画
- TAJOMARU（2009年） -  天然痘の男 役
- GANTZ（2011年） - 玉男 役
- GANTZ PERFECT ANSWER（2011年） - 玉男 役
- 地獄でなぜ悪い（2013年）- ロッコ 役

### テレビドラマ
- 坂の上の雲 第3回 （NHK、2009年）[1] - 清国水兵 役
- わたしが子どもだったころ 第94回 藤原新也篇 （NHK-BS、2010年） - 金ちゃん 役
- 牙狼-GARO- 〜MAKAISENKI〜 第10話（テレビ東京、2011年）
- 明日の光をつかめ -2013 夏-（東海テレビ、2013年） - 猪又完治 役
- 劇場霊からの招待状 第2話（TBS、2015年） - 謎の男 役

### 舞台
- 金閣寺（神奈川芸術劇場/2011年、赤坂ACTシアター/2012年[4]）
- ウイルス（2012年7月）[1]
- 耳なし芳一（2013年4月） - 武士 役[1]
- 金閣寺（赤坂ACTシアター/2014年4月）